# Kane (wrestler)
Glenn Thomas Jacobs (n. 26 aprilie 1967), mai cunoscut sub numele de ring Kane, este un wrestler, agent de asigurări și actor spaniolo-american. În prezent, activează în WWE divizia SmackDown Live! a promoției World Wrestling Entertainment. El a jucat în filmul 'See No Evil'.

## Drumul către Wrestling
Glen Jacobs se naște în Spania, Madrid, pe 26 aprilie 1967. La vârsta de 3 ani se mută cu familia sa în SUA la Knoxville, Tennessee. La început wrestling-ul nu părea să fie viitorul său, deoarece s-a laureat în literatura engleză obținând o slujbă de profesor de engleză (așa cum Matt Bloom, alias A-Train a devenit profesor de 
matematică). Dar după asta wrestling-ul va face parte din destinul său. De atunci tânărul Jacobs dedică toate energiile sale luptei în ring. Pentru o perioadă se va supune antrenamentelor lui Dean Malenko.

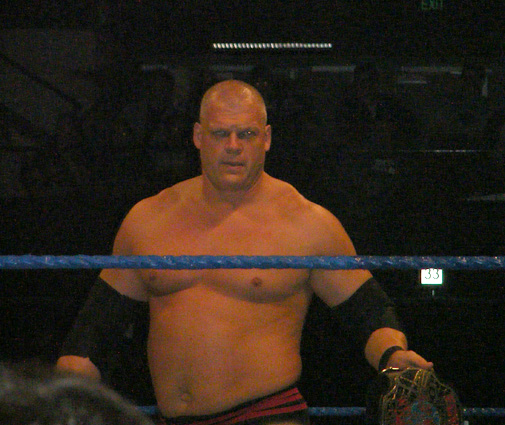
Kane ECW Champion

## Debutul și Cariera
Debutul său în wrestling care contează ceva va fi în federația lui Jerry Lawler, la USWA, cu identitatea de Doomsday, unde face o treabă atât de bună încât să facă prima sa apariție la federatia WWF (acum WWE) în 1993, la Survivor Series. Jacobs(Kane) interpretează un personaj numit Black Knight (Cavalerul Negru) iar împreună  cu alți doi cavaleri (Red Knight si Blue Knight) și cu Shawn Michaels într-un match 4 VS 4 împotriva fraților Hart (Bret, Owen, Bruce și Keith). Dar debutul său este fără glorie, încât Jacobs vine eliminat de Owen Hart( Frații Hart vor câștigă meciul).
Dar tânărul Jacobs este abia la început și începe să se lupte cu stabilitate în Smoky Mountain Wrestling cu numele Unabomb. În sfârșit ajung și primele titluri: pe 7 aprilie 1995, la PPV-ul Blue Grass Brawl III, care a avut loc la PikeVille, Kentucky,o copie cu Al Snow, Unabomb cucerește SMW Tag Team Title într-un Coal Miner's Glove Pole Match învingându-i pe deținătorii titlului, The Rock 'n' Roll Express (echipa compusă de Ricky Morton & Robert Gibson). Unabomb și Al Snow vor deține titluri de copie pentru două luni, pierzându-l împotriva lui Tracy Smother și Dirty White Boy pe 6 iulie 1995 la Jelico, Tennesse (chiar unde locuiește Jacobs). Dar există un luptător care este coleg al lui Jacobs care este foarte iubit de fanii Wrestling-ului: Mark Callaway, adică The Undertaker, cu care Unabomb se va lupta pentru prima oară pe 4 august 1995 la SuperBowl of Wrestling, unde va fi înfrânt. După o nouă înfrângere împotriva lui Tracy Smothers și Dirty White Boy, într-un Loser Leaves Town Match Unabomb părăsește FED.SMW. Personajul Doomsday va câștiga un alt titlu înainte să dispară, adică USWA Southern Title, la Memphis,Tennessee, pe 13 iulie 1997 împoriva lui Spellbinder.
Se întoarce așa la WWF/E, dar din toamna '95 va interpreta un personaj numit DDS Isaac Yankeem, dentistul lui Jerry The King Lawler. Lawler profită de Yankeem pentru a se răzbuna pe Bret Hart, împotriva căruia pierduse un "Kiss My Foot Match" la King of the Ring '95. La SummerSlam '95 Jacobs pierde din cauza unei descalificări împotriva lui Hitman(Bret Hart). La Survivor Series din '95, împreună cu  Jerry Lawler, King Mabel (astăzi cunoscut ca Viscera) și Hunter Hearst Helmsley (astăzi cunoscut ca Triple H) face parte din Royals care se vor înfrunta într-un Classic Survivor Series Elimination Match pe Dark Side grup format de:  Undertaker, Slavio Vega, Fatu si Henry O.Godwinn. Dar match-ul e așa de dezastruos, încât Undertaker îi va elimina singur pe Lawler, Mabel, Hunter Hearst Helmsley si Yankeem. În ianuarie 1996 va face parte din Royal Rumble, câștigat de Shawn Micheals.
Dar lui Yenkeem i se prezintă o nouă ocazie. Diesel (Kevin Nash) și Razor Ramon (Scott Hall) părăsesc  WWF-ul pentru  WCW, iar Jacobs va interpreta pe Falsul Diesel iar Rick Bogner interpretează pe falsul Razor Ramon. La Survivor Series din '96 împreună cu falsul Razor Ramon, Vader și Farooq,se înfruntă într-un "8 Men Elimination Tag Team Match", Yokozuna, Flash Funk, Savio Vega și "The Superfly" Jimmy Snuka. Match-ul se termină într-un No Contest. La In  your House- It's Time, o copie cu Fake Razor Ramon, îi asaltează titlurile WWF Tag Team Belts deținute de copia Owen Hart și Brittish Bulldog, dar nu au reușit să obțină nimic. Jacobs participă la Royal Rumble '97 câștigat de Stone Cold Steve Austin. Dar norocul îi zâmbește lui Jacobs când la sfârșitul anului '97 va interpreta personajul care l-a făcut celebru: Kane.El apare la Bad BLood'97 când Shawn Michaels și The Undertaker se băteau pentru prima dată într-un meci Hell in a Cell(primul meci Hell in a Cell care la avut WWF/E). Kane a avut parte de multe schimbări în cariera sa în wrestling. El a mai purtat și masca, până în anul 2003 când pierde la RAW, la match-ul "title vs mask" împotriva lui Triple H. În 2006 a apărut The Imposter Kane. Aceștia doi s-au luptat la Vengeance 2006 iar Imposter Kane a câștigat.

## 2011
În 2011 este accidentat kayfabe de către Mark Henry, acesta nu mai apare la show-uri și la ppv-uri timp de multe luni.

### Revenirea cu masca și promourile
La Raw și la Survivor Series 2011 au fost difuzate câteva promo-uri cu o persoană a cărei umbre semăna cu cea a lui Kane , iar la finalul promo-ului , masca folosită de Kane , de la debut până în 2002 , era aruncată pe jos în foc.
Într-un final,acesta își face oficială revenirea la RAW-ul din 12 decembrie 2011,intervenind în timpul partidei dintre Mark Henry și John Cena.Spre surprinderea tuturor,acesta îl atacă pe Cena,lucru care confirmă începutul unui feud între cei doi.Peste câteva săptămâni , Cena îl cheamă pe Kane să vină să explice de ce l-a atacat.La sfârșitul show-ului,Kane îi explică lui Cena că îl atacă pentru că nu acceptă ura pe care el o consideră naturală.Mai apoi după câteva săptămâni,Kane l-a atacat pe cel mai bun prieten al lui John Cena,Zack Ryder,în parcare,unde Ryder era alături de Eve Torres.La finalul atacului,Ryder a încasat un chokeslam pe o zonă din lemn.Apoi peste 2 săptămâni,Kane a avut un meci de tipul Falls Count Anywhere cu Zack Ryder,și la finalul show-ului i-a făcut un chokeslam lui Ryder prin rampă,fiind luat cu targa de medici.
La Elimnation Chamber 2012 are loc un meci de tipul Ambulance Match unde se duelează cu Cena.Kane pierde acest meci fiind dus la spital cu acea ambulanță.După Elimination Chamber,Kane începe un feud cu Randy Orton pe care reușește să-l înfrângă la Wrestlemania 28,feudul lor devenind tot mai personal,Kane îl atacă pe tatăl lui Orton întinzându-i o capcană și atacându-l și pe el,următoarea săptămână Orton îi plătește lui Kane cu aceeași monedă,prinzându-l pe Paul Bearer și punându-l într-un scaun cu rotile și împingându-l pe scări după aceea Orton vine în ring și se ia la bătaie cu Kane,la Extreme Rules Orton reușește să-l învingă pe Kane.
La over the limit Kane se bate în pre-show cu Zack Ryder și reușește să-l învingă apoi se creează un storyline (feud) cu Daniel Bryan și Cm Punk și intră în main event la no way out pentru centura wwe împotriva lui Cm Punk și Daniel Bryan (triple threat).
După mai multe înfruntări cu Bryan,marele monstru roșu Kane se împacă cu Daniel și formează o echipă de neînvins.Între timp câștigă și centurile Tag Team,când dau și un nume echipei:Echipa la naiba(în engleză:Team Hell No).După aceea se pornește un feud cu Damien Sandow și Cody Rhodes înfruntându-se în mai multe meciuri pe echipe și în câteva 1 vs.1(Kane vs.Damien Sandow și Daniel Bryan vs.Cody Rhodes).Echipa TEAM HELL NO are foarte puține înfrângeri,când aceștia nu au fost atenți,certându-se unul cu celălalt.La Hell in a Cell au avut un meci destul de dificil pe care l-au câștigat și și-au păstrat titlurile.Când unul dintre membrii echipei are un meci 1 la 1,aproape mereu celălalt vine să își susțină colegul.

## Destrămarea Team Hell No și feudul cu Bray Wyatt
La Miz TV are loc destrămarea echipei Team Hell No după ce Bryan îi spune lui Kane că nu e capabil să îl ajute,după ce Ryback l-a trecut prin 3 mese în urmă cu 3 săptămâni,iar el a fost accidentat grav,și a lipsit 3 show-uri la rând.Kane îi spune că nu avea fizic cum să îl ajute,fiind și el rănit după un meci brutal.Asa se destramă Team Hell No.După meciuri,și un feud lung cu Bryan și Orton,la un Raw,Wyatt Family își face debutul în WWE unde îl atacă brutal pe Kane.După săptămâni bune absent la Raw-uri și Smackdown-uri,Kane se întoarce unde îl atacă pe Bryan.După un meci cu fostul coleg și fostul partener la echipe,Bray Wyatt și ai săi își fac din nou apariția,numai că în momentul în care voiau să îl atace,luminile s-au stins și Kane nu mai era în ring,ci pe rampă.La Summerslam 2013,Kane îl înfruntă pe Bray Wyatt într-un meci Ring of Fire,în care ringul este înconjurat de foc,această clauză fiind aleasă de Kane pentru ca Erick Rowan și Luke Harper să nu intervină.Însă,acoliții lui Bray Wyatt au reușit să pună un cearșaf deasupra flăcărilor și au pătruns în ring unde l-au atacat pe Kane și Bray Wyatt a câștigat meciul.După încheierea partidei,membrii familiei Wyatt i-au strivit capul lui Kane cu scările de oțel.Apoi,Kane a fost tras în culise,și de atunci,nu se mai știe nimic de el.Cel mai probabil,Kane a fost capturat undeva și probabil a fost demascat,sau torturat.La un Raw din 2 septembrie,Bray Wyatt a mărturisit că Monstrul Roșu și-a făcut patul și acum arde în el.Nu se știe nimic de Kane la momentul actual.Probabil,numai The Wyatt Family știe ce s-a petrecut cu fostul campion mondial.Este posibil ca Kane să se întoarcă la un Raw sau Smackdown,sau chiar la Night of Champions,unde,e posibil să aibă meci cu Bray Wyatt.O altă revenire posibilă este cea la Hell in a Cell,cușca reprezentând iadul,locul favorit al lui Kane,unde este posibil,din nou,un meci cu liderul Familiei Wyatt,de data aceasta într-o cușcă de oțel.Însă,dacă Kane se întoarce la NOC,e puțin probabil să mai avem parte și de un meci la Hell in a Cell,care va fi ultimul în care îl vom vedea.Însă,este posibil ca Kane să se întoarcă chiar și înainte de NOC.După 2 luni de absență,Kane se întoarce la Hell in a Cell 2013 unde îi atacă pe Luke Harper și Erick Rowan.După ce îi aruncă din ring,își revarsă
frustrările pe The Miz,care primește un chokeslam până în iad.

## Feudul cu Miz și alăturarea lui Stephanie
La Raw-ul de după Hell in a Cell, Kane are un meci cu Miz, pe care îl câștigă.După partidă, o cheamă pe Stephanie să îi spună ceva.Apoi,se îndreaptă
spre rampa unde era Stephanie și se demască singur,masca punând-o în mâinile lui Stephanie.Prin acest semn,Kane dă dovadă că s-a alăturat ,,autorității.La Raw-ul următor,Big Show este reangajat,dar apoi este bătut cu bestialitate de Campionul WWE Randy Orton și The Shield.
Pe la sfârșitul atacului,apare Kane fără mască și în costum,și le înmânează celor din ring scaune cu care să îl bată pe Big Show.La sfârșit,autoritatea,formată din Kane,Triple H,Stephanie,Randy Orton și Shield sărbătoresc victoria.

Demonul era obligat sa il ajute pe Seth Rollins. Acesta urma sa aibă un meci cu Brock Lesnar la Batlleground.La un raw Kane a avut un plan(sa il atace cu bâtele pe Brock Lesnar.Acesta si-a dat seama de planul lui Kane si l-a atacat.Seth Rollins a reusit sa fuga,dar Kane nu a avut scapare.Brock Lesnar i-a rupt piciorul lui Kane.Dupa care Seth Rollins l-a atacat si m-ai rau pe Kane.La Night of Champions, Seth Rollins a avut meci cu Sting pentru titlul mondial.Dupa meci Kane a revenit cu masca si l-a distrus pe Seth Rollins cu un tombstone.Sheamus a venit sa incaseze servieta,iar Kane l-a pedepsit si pe Sheamus cu un choseslam.....pana la urma Sheamus a incasat servieta cu succes
Manevrele de final ale lui Kane sunt: Chokeslam și Tombstone Piledriver.

## Titluri câștigate
- WWE ECW CHAMPIONSHIP (împotriva lui Chavo Guerrero la Wrestlemania 24 pe 30 martie 2008)
- WWF/E CHAMPIONSHIP (împotriva lui Stone Cold Steve Austin într-un "First Blood Match" pe 28 iunie 1998)
- WWF/E INTERCONTINENTAL CHAMPIONSHIP (de două ori; o dată contra lui Triple H pe 20 mai 2001; o dată contra lui Chris Jericho pe 30 septembrie 2002)
- WWF/E HARDCORE CHAMPIONSHIP (contra lui Big Show într-un Triple Threat match și contra lui Raven pe 1 aprilie 2001)
- WWF/E WORLD TAG TEAM CHAMPIONSHIP (9  ori; împreună cu Mankind contra lui New Age Outlaws (Billy Gunn & Road Dogg) pe 12 iulie 1998; cu Mankind contra Steve Austin &The Undertaker, The New Age Outlaws (Billy Gunn & Road Dogg) și The Rock & D-Lo Brown (într-un Fatal Four Way Match) pe 10 august 1998; cu X-Pac contra Owen Hart & Jeff Jarrett pe 5 aprilie 1999; cu X-Pac contra The Acolytes (Bradshaw & Faarooq) pe 9 august 1999; cu Undertaker contra Edge & Christian pe 19 aprilie 2001; cu Undertaker contra Diamond Dallas Page & Chris Kanyon (într-un Steel Cage Tornado Tag Team Match) pe 19 august 2001; cu Hurricane contra Christian & Lance Storm pe 23 septembrie 2002; cu Rob Van Dam contra Lance Storm & Chief Morley (într-un "Triple Threat Tag Team Match" și cu The Dudley Boyz) pe 31 martie 2003; cu Big Show contra Lance Cade & Trevor Murdoch pe 1 noiembrie 2005)
- USWA SOUTHERN CHAMPIONSHIP (contra lui Spellbinder, 13 iulie 1997)
- SMW TAG TEAM CHAMPIONSHIP (cu Al Snow contra Rock 'n' Roll Express (Ricky Morton & Robert Gibson ) pe 7 aprilie 1995)
- ECW CHAMPIONSHIP DE LA CHAVO GUERRERO ÎN 2008
- centura tag team cu Big Show o dată (2006) și Undertaker 2001-2002 de două ori
- fost campion tag team cu Big Show în 2011